# Chez Gino
Pour plus de détails, voir Fiche technique et Distribution.
Chez Gino est une comédie franco-belge réalisée par Samuel Benchetrit, sortie en 2011.

## Synopsis
Gino Roma tient une pizzeria depuis trente ans à Bruxelles, achetée grâce à l'argent de son épouse Simone. Sa vie tranquille est bouleversée lorsqu'il apprend la mort prochaine de son oncle, parrain de la mafia, italien milliardaire dont une grosse part d’héritage lui est promise. Pour la toucher, il doit prouver à son oncle qu'il est bien devenu, comme il le lui a raconté, un redoutable parrain qui règne sur les pizzerias de Bruxelles. Gino commande alors à un réalisateur, un documentaire pour le présenter comme un truand de grande envergure.
Rien ne se passe tout à fait comme prévu : la famille de Gino n'est pas tout à fait d'accord et l’équipe de tournage n'est pas « ouverte » aux ordres de Gino, qui prend son nouveau rôle très au sérieux, d'autant plus que la comédie attire bientôt l'œil malveillant d'un véritable malfrat...

## Fiche technique
- Titre : Chez Gino
- Réalisation : Samuel Benchetrit
- Scénario : Samuel Benchetrit et Gabor Rassov
- Costumes : Emmanuelle Youchnowski
- Photo : Guillaume Schiffman
- Montage : Sophie Reine
- Musique : Michel Korb
- Producteur : Geneviève Lemal
- Distribution : Mars Distribution
- Budget : 7 millions €
- Langue : français
- Pays d'origine :  France |  Belgique
- Genre : Comédie
- Durée : 100 minutes
- Dates de sortie : 
  - France : 30 mars 2011

## Distribution
- José Garcia : Gino Roma
- Anna Mouglalis : Simone Roma
- Samuel Benchetrit : D. T. Stern
- Sergi López : Pedro Gonzales
- Ben Gazzara : Oncle Giovanni
- Adèle Exarchopoulos : Maria Roma
- Martin Jobert : Marco Roma
- Serge Larivière : Paulo, décorateur
- Robert Assolen : Richard
- Fabrice Adde : Jacques, ingénieur son
- Mahipal Singh : Akim
- Prosper Leprégassin : Simba
- Jules Benchetrit : Gino, enfant
- Jalil Lespert : Oncle Giovanni, jeune (flash-back)
- Etienne Mallevaey : Clou
- Tiago Manaïa

## Production
Sources principales.

### Genèse du projet
Le projet remonte à plusieurs années. Samuel Benchetrit a écrit la première version du scénario après la sortie de son premier film, Janis et John (2003). Il le met ensuite de côté pour se concentrer sur J'ai toujours rêvé d'être un gangster. Juste avant le tournage de ce film, il contacte José Garcia.

### Casting
Le réalisateur avait en tête José Garcia dès l'ébauche du script :

« J’avais (...) prévenu mes producteurs que s’il refusait, je laissais définitivement tomber le projet. Mais José a dit oui tout de suite et on a alors réécrit le scénario avec lui en tête. Puis, on a mis près de deux ans pour le monter financièrement. (...) il n’a jamais laissé tomber le projet pendant les deux ans (...). C’est un geste que je n’oublierai pas… »

— Samuel Benchetrit
Benchetrit parvient à convaincre l'acteur américain Ben Gazzara de jouer dans son film en lui envoyant une copie de J'ai toujours rêvé d'être un gangster.

« Son nom m’est venu en tête par un cheminement très étrange. Je venais de revoir Conte de la folie ordinaire de Marco Ferreri dans lequel il joue. Et je trouvais que sa présence incroyable pouvait se marier parfaitement à l’écran avec un côté plus vieux et fatigué qu’il devait avoir 30 ans. »

— Samuel Benchetrit
L'ensemble des acteurs a été très impressionné de travailler avec une « légende » comme Ben Gazzara :

« (...) malgré toute son expérience, il arrivait avec le même doute que les autres. Imaginez l’émotion qu’on ressent quand on voit cette légende vivante venir vers vous et vous demander de l’aider, d’être avec lui. Il avait besoin de se sentir avec les autres sur le plateau. Son insécurité et la fraîcheur de son regard m’ont touché. Mais une fois qu’il a commencé à jouer, ce fut un moment de grâce ! Ce n’était pourtant pas facile : il faisait très chaud, il a 80 ans… Mais le texte est sorti d’une traite, à la perfection. Et puis, il y a ce plaisir incroyable que tu ressens pendant la scène, au moment où il se retourne vers toi et te regarde : tu vois défiler sous tes yeux tous les films de Cassavetes… »

— José Garcia
Samuel Benchetrit collabore à nouveau avec sa compagne Anna Mouglalis :

« Anna est une actrice intelligente qui a tout de suite compris ce que je souhaitais pour l’interprétation de son personnage. Mais c’est aussi une vraie bosseuse et surtout une grande actrice. Comme elle tourne peu, on a tendance à oublier qu’elle a derrière elle trois ans de Conservatoire, des dizaines de pièces de théâtre et une vingtaine de films… Dans Chez Gino, ça saute aux yeux ! Je trouve que sa beauté donne du relief au couple qu’elle forme avec José Garcia. »

— Samuel Benchetrit
L'acteur espagnol Sergi López est présent dans le film. Il avait déjà travaillé avec Samuel Benchetrit pour Janis et John.

« C’est un énorme bosseur capable d’une puissance de jeu phénoménale, le tout avec un humour incroyable. J’attendais énormément de sa rencontre avec José car ils se ressemblent comme des frères. Et le résultat a dépassé mes attentes ! Sergi en fait très peu, il est beaucoup dans l’observation donc la sincérité des scènes. J’avais des stradivarius à ma disposition. »

— Samuel Benchetrit
Le réalisateur fait appel à l'acteur belge Serge Larivière, qui incarnait Paul dans J'ai toujours rêvé d'être un gangster.
Samuel Benchetrit tient également un rôle dans son film. Il incarne le réalisateur du film sur Gino. Il a dû endosser ce rôle à la suite du désistement d'un acteur.

« (...) Samuel était vraiment de tous les côtés. Ce qui modifie forcément le travail par rapport à J'ai toujours rêvé d'être un gangster et ce d’autant plus qu’on était ici extrêmement nombreux à apparaître dans chaque scène. C’était donc un travail plus dense avec un rythme insensé mais qu’il a dirigé dans un état excité et rieur. Il m’a encore plus impressionnée que lors de notre première collaboration »

— Anna Mouglalis
Jalil Lespert, qui joue une « version jeune » de Ben Gazzara, n'a été engagé que très tardivement : 

« Je l’ai appelé trois jours avant le tournage de ces scènes, juste après que Ben Gazzara m’ait dit oui. Et son nom m’est apparu comme une évidence. Jalil était alors en plein tournage mais m’a assuré qu’il allait se débrouiller pour se libérer. Il ne parlait pas un mot d’italien avant ce tournage. Alors, dès qu’il est arrivé, il s’est enfermé dans sa chambre d’hôtel et a bossé comme un fou. Le lendemain, son italien était parfait. Je n’ai eu qu’une journée pour tourner ses scènes mais ça m’a suffi à comprendre quel acteur sensationnel est Jalil. »

— Samuel Benchetrit
C'est le fils de Samuel Benchetrit, Jules, qui joue le rôle de Gino enfant. Jules Benchetrit est également le fils de l'actrice Marie Trintignant. Samuel Benchetrit avait fait apparaître sa fille Saül sur l'affiche de son précédent film J'ai toujours rêvé d'être un gangster.

### Tournage
Le film été tourné à Bruxelles en Belgique.
Une scène a aussi été tournée à Lunel (Hérault).

## À noter
- À l'instar de ses précédents films, Chez Gino fourmille de clins d'œils et de références. Ainsi, le film rend hommage au cinéma italien. Samuel Benchetrit décrit le couple formé par José Garcia et Anna Mouglalis comme un clin d'œil à Alberto Sordi et Anna Magnani[1].
- Samuel Benchetrit dit[réf. nécessaire] :

« J’ai l’impression qu’avec Chez Gino (...) je termine une trilogie sur le cinéma, entamée avec Janis et John et J'ai toujours rêvé d'être un gangster. Chez Gino rend en effet hommage au cinéma italien ou plutôt aux cinémas italiens car, au fil de l’intrigue, on va traverser des univers à la Comencini (L'Argent de la vieille, …), Risi, Fellini, Scola ou même à la Tornatore de Cinema Paradiso, si j’en crois les retours des premiers spectateurs. J’ai essayé, à ma manière, en autodidacte, de fabriquer un autre langage à partir de ces différents langages cinématographiques. Je n’ai aucun problème à dire que des films m’ont inspiré. »

— Samuel Benchetrit
- Par ailleurs, la présence de Ben Gazzara renvoie à John Cassavetes pour lequel il a joué plusieurs fois (Husbands, Meurtre d'un bookmaker chinois, Opening Night) et ainsi au cinéma new-yorkais des années 1970. Cependant, Benchetrit fait de petits clins d'œils à des films beaucoup plus récents comme le drame danois Festen de Thomas Vinterberg, ou les comédies de Judd Apatow, de Sacha Baron Cohen, ou encore Kevin Smith[3].
- Lorsque José Garcia se fait assommer, il rêve d'une scène qui se déroule près d'une plage. Samuel Benchetrit avouera avoir vu juste avant le tournage de cette scène le film de Luc Besson, Angel-A qui a intégralement été tourné en noir et blanc, et a ainsi décidé de conserver ces couleurs pendant quelques minutes. Il reprendra d'ailleurs quelques idées du film du cinéaste pour cette séquence.